# Pelidnopedilon delagoae
Pelidnopedilon delagoae är en skalbaggsart som först beskrevs av William Lucas Distant 1899.  Pelidnopedilon delagoae ingår i släktet Pelidnopedilon och familjen långhorningar.
Artens utbredningsområde är Moçambique. Inga underarter finns listade i Catalogue of Life.